# Umbro (mytologie)
Umbro byl mytický nejsilnější (latinsky fortissimus) bojovník a obětník kmene Marsů, který se objevuje v 7. knize eposu Aeneis římského básníka Vergilia, a jehož postavě se dostalo významné akademické pozornosti. Dinter uvádí několik výkladů jeho osoby, například že je součástí staré Itálie, která musí zemřít, nebo že jeho smrtí končí lokální uzavřenost a je nahrazena novým impériem zakládaným Trójany. Umbro má schopnost uspávat hady, ale jeho bylinky a chvalozpěvy ho nemohou zachránit před trójským oštěpem. Parry popisuje Vergiliův nářek nad jeho ztrátou jako zvláště krásný a dojemný: 
| „                                        | Te nemus Angitiae, vitrea te Fucinus unda, te liquidi flevere lacus. | Nad tebou Angitský háj, též Fucinus s průzračnou vodou plakal, i jasná plesa. | “ |
| — Publius Vergilius Maro, Aeneis VII.755 |                                                                      |                                                                               |   |